# Odontestra albivitta
Odontestra albivitta là một loài bướm đêm trong họ Noctuidae.